# Келінешть (Бучеча, Ботошань)
Келінешть, Келінешті (рум. Călinești) — село у повіті Ботошані в Румунії. Адміністративно підпорядковане місту Бучеча.
Село розташоване на відстані 370 км на північ від Бухареста, 14 км на захід від Ботошань, 107 км на північний захід від Ясс.

## Населення
За даними перепису населення 2002 року у селі проживали 636 осіб, усі — румуни. Усі жителі села рідною мовою назвали румунську.